# Ral·li Àrtic

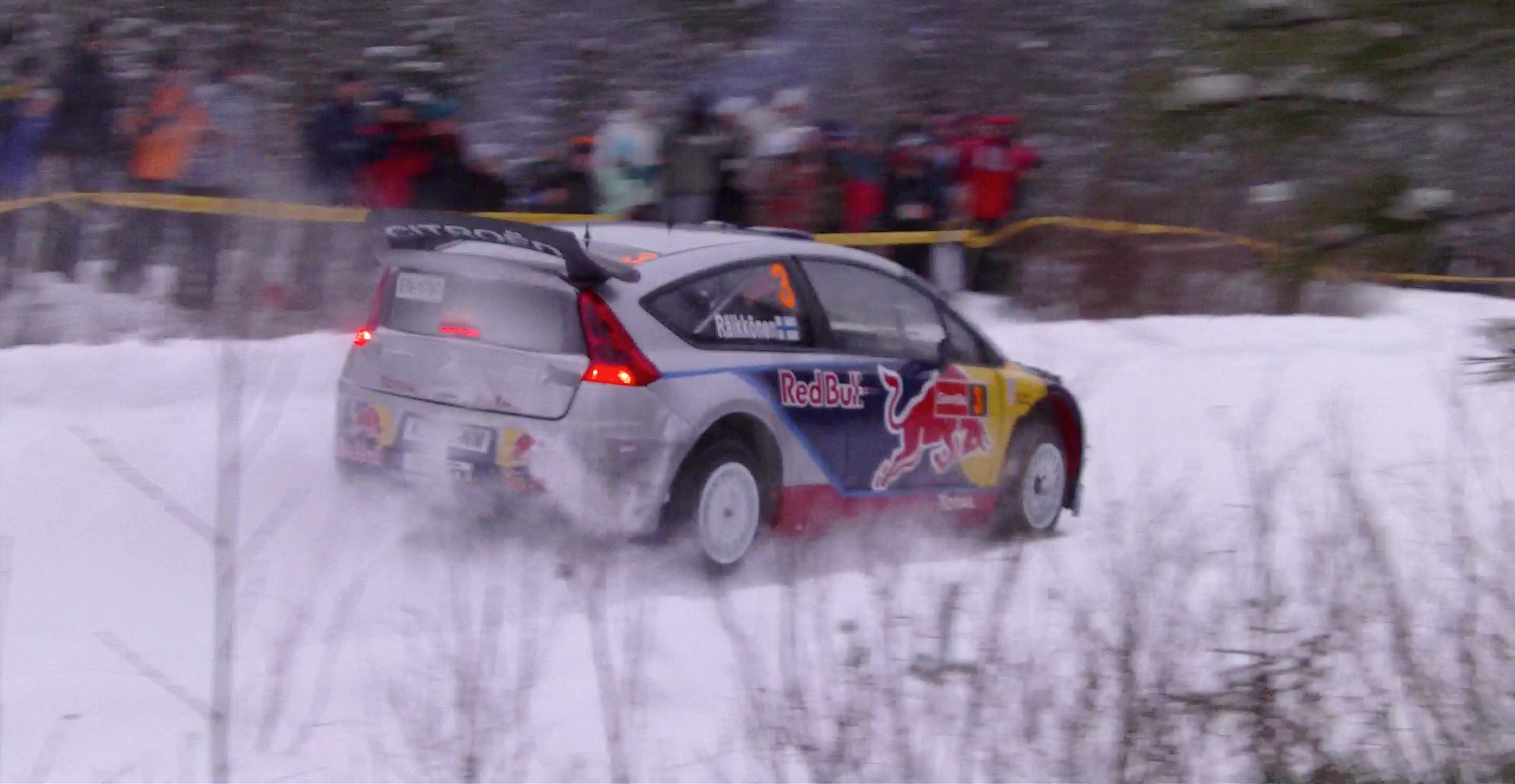
Kimi Räikkönen amb el Citroën C4 WRC a l'edició del 2010

El Ral·li Àrtic, oficialment Arctic Lapland Rally (en finès: Tunturiralli), és un ral·li amb seu a Rovaniemi, Finlàndia (a Lapònia). Disputat anualment des de 1966, va formar part de la Copa del Món de la FIA per a pilots els anys 1977 i 1978 i després del campionat europeu de ral·lis fins al 2004, quan va ser inclòs al campionat finlandès (on continua actualment). Fins a sis campions del WRC han guanyat aquesta prova: Marcus Grönholm, Tommi Mäkinen, Hannu Mikkola, Timo Salonen, Ari Vatanen i Ott Tänak.
L'any 2021 es van disputar en poc temps dues edicions de la prova, realitzant-se una segona al febrer puntuable pel Campionat Mundial de Ral·lis en substitució del Ral·li de Suècia, que havia estat suspès. En aquesta ocasió el guanyador va ser Ott Tänak.

## Guanyadors
A 18 de febrer de 2025
| Any         | Pilot               | Cotxe                          |
| ----------- | ------------------- | ------------------------------ |
| 2025        | Tuukka Kauppinen    | Toyota GR Yaris Rally2         |
| 2024        | Elfyn Evans         | Toyota GR Yaris Rally1         |
| 2023        | Teemu Asunmaa       | Skoda Fabia R5 EVO             |
| 2022        | Emil Lindholm       | Škoda Fabia R5 EVO             |
| 2021 (feb.) | Ott Tänak           | Hyundai i20 Coupe WRC          |
| 2021 (gen.) | Juho Hänninen       | Toyota Yaris WRC               |
| 2020        | Kalle Rovanperä     | Toyota Yaris WRC               |
| 2019        | Emil Lindholm       | Volkswagen Polo GTI R5         |
| 2018        | Eerik Pietarinen    | Škoda Fabia R5                 |
| 2017        | Teemu Asunmaa       | Škoda Fabia R5                 |
| 2016        | Juha Salo           | Peugeot 208 T16                |
| 2015        | Juha Salo           | Mitsubishi Lancer Evolution IX |
| 2014        | Janne Tuohino       | Ford Fiesta R5                 |
| 2013        | Juha Salo           | Mitsubishi Lancer Evolution X  |
| 2012        | Esapekka Lappi      | Ford Fiesta S2000              |
| 2011        | Juha Salo           | Mitsubishi Lancer Evolution X  |
| 2010        | Dani Sordo          | Citroën C4 WRC                 |
| 2009        | Juha Salo           | Mitsubishi Lancer Evolution IX |
| 2008        | Juha Salo           | Mitsubishi Lancer Evolution IX |
| 2007        | Kosti Katajamäki    | Mitsubishi Lancer Evolution IX |
| 2006        | Kosti Katajamäki    | Ford Focus WRC                 |
| 2005        | Juuso Pykälistö     | Ford Focus WRC                 |
| 2004        | Jukka Ketomäki      | Mitsubishi Lancer Evolution 7  |
| 2003        | Janne Tuohino       | Ford Focus WRC                 |
| 2002        | Juuso Pykälistö     | Toyota Corolla WRC             |
| 2001        | Pasi Hagström       | Toyota Corolla WRC             |
| 2000        | Thomas Rådström     | Toyota Corolla WRC             |
| 1999        | Pasi Hagström       | Toyota Corolla WRC             |
| 1998        | Marcus Grönholm     | Toyota Celica GT-Four          |
| 1997        | Marcus Grönholm     | Toyota Celica GT-Four          |
| 1996        | Marcus Grönholm     | Toyota Celica Turbo 4WD        |
| 1995        | Sebastian Lindholm  | Ford Escort RS Cosworth        |
| 1994        | Lasse Lampi         | Mitsubishi Galant VR4          |
| 1993        | Mikael Sundström    | Mazda 323 4WD                  |
| 1992        | Kari Kivenne        | Mitsubishi Galant VR4          |
| 1991        | Mikael Sundström    | Mazda 323 4WD                  |
| 1990        | Antero Laine        | Lancia Delta HF Integrale      |
| 1989        | Tommi Mäkinen       | Lancia Delta HF Integrale      |
| 1988        | Timo Heinonen       | Audi Coupe Quattro             |
| 1987        | Mikael Sundström    | Mazda 323 4WD                  |
| 1986        | Antero Laine        | Audi Quattro                   |
| 1985        | Antero Laine        | Audi Quattro                   |
| 1984        | Antero Laine        | Audi Quattro                   |
| 1983        | Lasse Lampi         | Audi Quattro                   |
| 1982        | Timo Salonen        | Datsun Violet GT               |
| 1981        | Ulf Grönholm        | Fiat Abarth 131 Rallye         |
| 1980        | Henri Toivonen      | Talbot Sunbeam Lotus           |
| 1979        | Leo Kinnunen        | Porsche 911 S                  |
| 1978        | Ari Vatanen         | Ford Escort RS 1800            |
| 1977        | Ari Vatanen         | Ford Escort RS 1800            |
| 1976        | Tapio Rainio        | Saab 96 V4                     |
| 1975        | Simo Lampinen       | Saab 96 V4                     |
| 1974        | Tapio Rainio        | Saab 96 V4                     |
| 1973        | Timo Mäkinen        | Ford Escort RS 1600            |
| 1972        | Leo Kinnunen        | Porsche 911 S                  |
| 1971        | Antti Aarnio-Wihuri | Porsche 911 S                  |
| 1970        | Hannu Mikkola       | Ford Escort Twin-Cam           |
| 1969        | Antti Aarnio-Wihuri | Porsche 911 S                  |
| 1968        | Hans Laine          | VW 1600 L                      |
| 1967        | Raimo Kossila       | VW 1600 L                      |
| 1966        | Kari Sohlberg       | VW 1600 L                      |